# Jórgosz Karangúnisz
Jórgosz Karangúnisz (görög írással Γιώργος Καραγκούνης, nyugaton: Giorgos Karagounis) Európa-bajnok görög válogatott labdarúgó.